# Павел Потоцький (канонік)
Павел Потоцький (31 березня 1751, с. Семенівка, — 27 вересня 1818, Бучач) — ксьондз, польський аристократ гербу Золота Пілява, релігійний та освітній діяч РКЦ. Брат-близнюк каноніка Каєтана Потоцького. Доктор обох прав.

## Життєпис

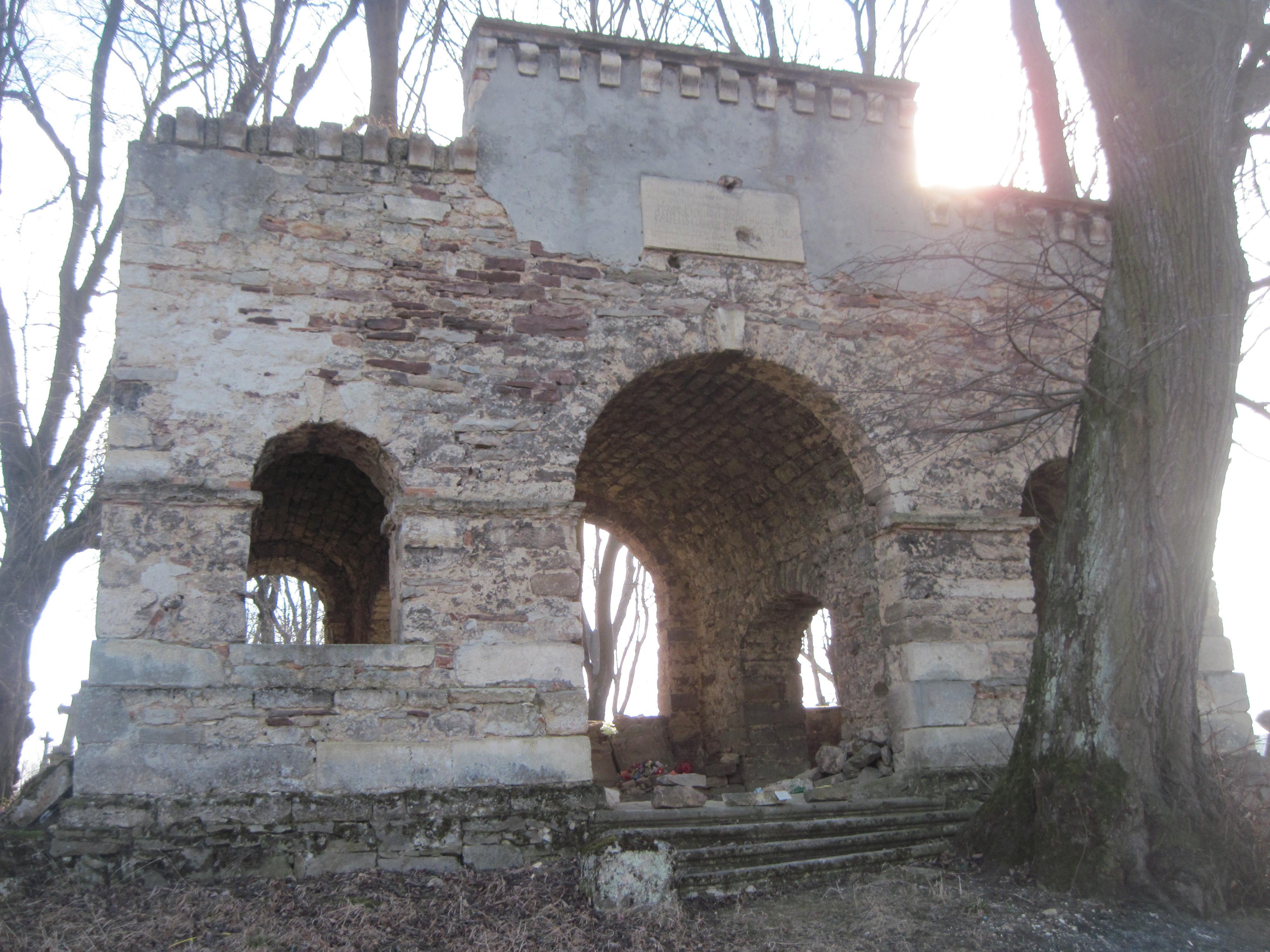
Каплиця-усипальниця Павела та Каєтана Потоцьких, цвинтар Федір, Бучач, 2014

Батько — граф, львівський каштелян Юзеф Потоцький (рідний брат Антонія Міхала). Брат — граф Ян Потоцький, староста канівський з 1782 р.) з дружиною Йоанною з Потоцьких — згідно із заповітом Миколи Василя Потоцького — новий дідич Бучача.
1764 року, після смерти батька, разом із братами Каєтаном та Яном «опинився» у Львівському колегіумі єзуїтів, а їхнім гувернером став єзуїт кс. Григоріс Пірамович. За даними кс. С. Баронча, разом з братом-близнюком навчався під керівництвом кс. Г. Пірамовіча, потім з ним як опікуном виїхали (Ельжбета Александровська вказує, що разом з братом Яном) в «освітню подорож» до Франції, Італії восени 1767 року. Прибули до Риму, де навчалися в колегіумі єзуїтів Риму (Collegium Romanum, тепер Папський григоріанський університет). Від вересня 1770 року з Каєтаном навчались у місті Понт-а-Муссон. 1774 року брати закінчили навчання в Collegium Romanum, отримали капланські свячення.
Потім став каноніком-схоластиком катедри Луцька (1775 року), краківським каноніком (1777), пробощом Бродів, Бучача (певне, з 1805 року), кавалером ордену Св. Станіслава.
Дідичі — каноніки Потоцькі — продали євреям замок у місті Бучачі, які почали розбирати його на матеріал для будівництва 1812 року з братом наказали розібрати останню з спостережних башт Бучача на горі Федір та спорудити з каменю гробницю-каплицю в стилі класицизму на міському цвинтарі.
23 вересня 1818 року в Бучачі підписав заповіт. Помер 27 вересня 1818 року. 1814. Був похований у родовій каплиці-гробниці на міському цвинтарі на горі Федір у Бучачі поряд з братом.